# Hennig Brand
Hennig Brand (kolem roku 1630 – po roce 1692 nebo 1710) byl německý lékárník, kupec a amatérský alchymista, který v roce 1669 destilací lidské moči jako první objevil prvek fosfor. Žil v německém Hamburku.
Brand byl voják (pravděpodobně důstojník), do Hamburku se odstěhoval díky velkému věnu své druhé ženy a věnoval se zde alchemistickým experimentům a také obchodu s chemikáliemi a medikamenty. Užíval také (neoprávněně) titul Dr. med., přestože neuměl latinsky, což bylo tehdy podmínkou výkonu lékařské profese.
Stejně jako ostatní alchymisté té doby hledal Brand „kámen mudrců“, látku, která měla transformovat základní kovy (jako olovo) na zlato. Nechal moč několik dní rozkládat, pak ji zahustil a nakonec destiloval při vysokých teplotách. Destiloval několik tisíc litrů moči. Páry nechal zkondenzovat pod vodou a získal tak voskovitou látku, která ve tmě světélkovala. Brand pojmenoval tuto látku podle řeckého phosphorus: phos – světlo a phoros – nesoucí, tedy „světlonoš“. V tomto případě se jednalo o fosfor bílý.
Brandův typický alchymistický proces poskytoval mnohem méně fosforu než bylo možno pomocí moči získat. Vysráženou sůl, kterou z procesu vyřadil, totiž obsahovala většinu fosforu. K získání asi 120 gramů fosforu musel užít kolem 5500 litrů moči. Pokud by ale užil celý vyřazený obsah získal by fosforu několikanásobně více (1 litr moči dospělého člověka obsahuje asi 1,4 g solí fosforu, což odpovídá asi 0,11 gramům čistého bílého fosforu.
Způsob výroby byl nejen neefektivní ale navíc i komplikovaný a nepraktický a byl opuštěn, poté, co Carl Wilhelm Scheele objevil přítomnost fosforu v kostech v roce 1769 a našel lepší postup pro jeho výrobu.